# Xã Weta, Quận Jackson, Nam Dakota
Xã Weta (tiếng Anh: Weta Township) là một xã thuộc quận Jackson, tiểu bang Nam Dakota, Hoa Kỳ. Năm 2010, dân số của xã này là 5 người.